# 古埃及哲学
古埃及哲学指的是古埃及的哲学著作和思想体系，尽管它不像古希腊哲学那样被系统化或明确归类为后世的"哲学"，但其思想深刻影响了地中海世界和后世文明。关于其真正的范围和性质，学界存在一些争议。

## 思想
- 秩序：埃及人创造了"玛亚特"(Maat)概念，代表宇宙秩序。
- 二元论：埃及思想强调对立面的统一与共存，如生死、光明与黑暗等。
- 时间、永恒：《亡灵书》和《金字塔文本》等作品体现了时间观念和永恒。
- 循环：通过太阳神拉的日常循环和尼罗河的周期性泛滥，埃及人发展了循环时间观。[2][3]
- 道德：《智慧训诫》等文本强调正直、自律、谦逊等美德，构成了实用的生活哲学。[4]

## 重要著作
古埃及人物普塔霍特普有时被视为早期哲学家之一。 他在公元前25世纪末至24世纪初担任法老的维齐尔。普塔霍特普以其关于道德行为的著作《普塔霍特普的箴言》闻名。该作品被认为是由其孙子普塔霍特普·杰菲编纂，包含37封信或箴言，内容涉及日常行为和道德实践。
达格·赫比约恩斯鲁德在为美国哲学协会撰写的文章中将3200年前的《作家的不朽》或《成为作家》（约公元前1200年）描述为“古埃及哲学的杰出代表”。 该手稿由作家伊尔塞什创作，其中写道：
人终将逝去；他的尸体化为尘土；所有亲人归于大地。但文字使他被读者铭记。一本书比一座精心建造的房子或陵墓更有效，比一座别墅或寺庙中的石碑更好！[...] 他们以书为祭司，以写字板为孝顺的儿子。教诲是他们的陵墓，芦苇笔是他们的孩子，磨石是他们的妻子。无论大小，他们都视作家为首领。
赫比约恩斯鲁德写道：
“2018年，多个古埃及文本的翻译项目正在进行中。然而，我们已经可以从哲学角度研究多种类型的文献：例如《普塔霍特普的教诲》中的众多箴言，这部第五王朝维齐尔的作品最早的手稿可追溯到公元前19世纪，其中他还主张‘追随你的心’；《阿尼的教诲》由一位谦逊的中产阶级抄写员在公元前13世纪撰写，为普通人提供建议；《职业的讽刺》中，赫提试图说服他的儿子佩皮‘爱书胜过爱你的母亲’，因为世上没有什么比成为抄写员更好；公元前19世纪的杰作《人与灵魂的争论》中，一个人哀叹‘生活的苦难’，而他的巴（灵魂）则回应说生活是美好的，他应该‘思考生活’，因为葬礼才是悲惨的[...] 我们还可以阅读阿蒙纳赫特（活跃于公元前1170-1140年），他是抄写员村庄德尔麦地那的主要知识分子，他的教诲中提到‘完成学业是好事，胜过夏日莲花的芬芳。’”

## 神学与宇宙观
神学和宇宙观是古埃及思想的核心关注点。最早的一神论神学形式可能也出现在埃及，随着阿肯那顿（公元前14世纪）的阿玛尔纳神学（或阿顿神学）的兴起，该神学认为太阳创造神阿顿是唯一的神。埃及学家扬·阿斯曼将其描述为“一神论革命”，尽管它也借鉴了埃及思想的先前发展，特别是围绕阿蒙-拉的“新太阳神学”。 这些神学发展也影响了后阿玛尔纳时期的新王国神学，该神学保留了单一创造太阳神的焦点（尽管并未完全排斥其他神，这些神被视为主要太阳神的表现形式）。这一时期还发展出了巴（灵魂）的概念及其与神的关系。 根据戈德瓦塞尔（2006）的研究，希克索斯国王阿佩皮（约公元前1550年）可能是“第一个在思想史上引入‘单一神且无其他’观念的人，这是一神论漫长发展道路上的第一步”。

## 对古希腊哲学的影响
几位古希腊哲学家将埃及视为智慧和哲学的源泉。伊索克拉底（公元前436年出生）在《布西里斯》中写道：“所有人都同意，埃及人是人类中最健康、最长寿的；他们为灵魂引入了哲学训练，这种追求不仅能够建立法律，还能探索宇宙的本质。” 他宣称希腊作家曾前往埃及寻求知识，其中之一是毕达哥拉斯，据伊索克拉底所说，他“首先将哲学带给了希腊人”。
柏拉图在《斐德鲁斯》中提到，埃及的托特“发明了数字和算术……最重要的是字母。” 在柏拉图的《蒂迈欧篇》中，苏格拉底引用古埃及智者的话，当立法者梭伦前往埃及学习时，智者说：“哦，梭伦，梭伦，你们希腊人永远是孩子。” 亚里士多德也证实埃及是智慧的起源地。他在《政治学》中写道：“埃及人被认为是最古老的民族，但他们一直拥有法律和政治制度。”

## 延伸阅读
Allen, James P. . New Haven, Conn: Yale Egyptological Seminar, Dept. of Near Eastern Languages and Literatures, The Graduate School, Yale Univ. 1988. ISBN 9780912532141.